# 三叉戟号
三叉戟号(Trident)是2019年向美国宇航局发现计划提交的一项探访外行星的太空任务概念，该任务设想的目标是飞越木星和海王星，重点是海王星最大的卫星海卫一。
2020年，“三叉戟号”与其他三项发现计划提案一起被选中作进一步的研究，预计将会选择一到两项执行发射发行。到2021年夏天，当方案完全成熟后，将会有多达两项任务被选中，并在本十年晚些时候发射。拟议的发射日期为2025年10月(备用日期为2026年10月)，以利用13年一遇的发射窗口，届时地球与木星正好联成一线。到2038年，飞船将利用木星的引力为弹弓直达海卫一，进行为期13天的交会。

## 历史
海卫一是最大的海王星卫星。1989年，“旅行者2号”在距它40000公里(25000英里)处飞过 并发现了表面数座冰火山。该卫星地质活动非常活跃，地表较为年轻，撞击坑相对较少，有一层稀薄的大气层。
“三叉戟号”为2019年3月向美国宇航局发现计划提交的一项任务概念，这一任务概念也得到了美国宇航局“海洋世界探索计划”的支持，它的意义旨在帮助解答1989年“旅行者2号”飞越时所提出的一些问题。

## 概述
“三叉戟号”将利用木星与海王星联珠(每13年一次)的重力助推效应，以获得短暂的观测窗口期，来评估海卫一的冰火山喷流以及自1989年“旅行者2号”与海王星-海卫一交会后其地表特征发生的变化。 
随着高分辨率成像技术的进步和2038年海卫一独特的轨道结构，“三叉戟号”将能够在仅有的一次星际飞行中获得一张近乎完整的海王星卫星地图。三叉戟号”将穿过海卫一稀薄的大气层，在距地表500公里(310英里)处，用等离子体光谱仪对电离层进行取样，并进行磁感应测量，以评估可能存在的内部海洋。本次任务的首席研究员是德克萨斯州休斯顿月球与行星研究所主任“路易丝·普洛克特”(Louise Prockter)。
“三叉戟号”探测器拟计划用大力神5型401运载火箭来发射，如果它没被火神火箭(Vulcan)取代的话。

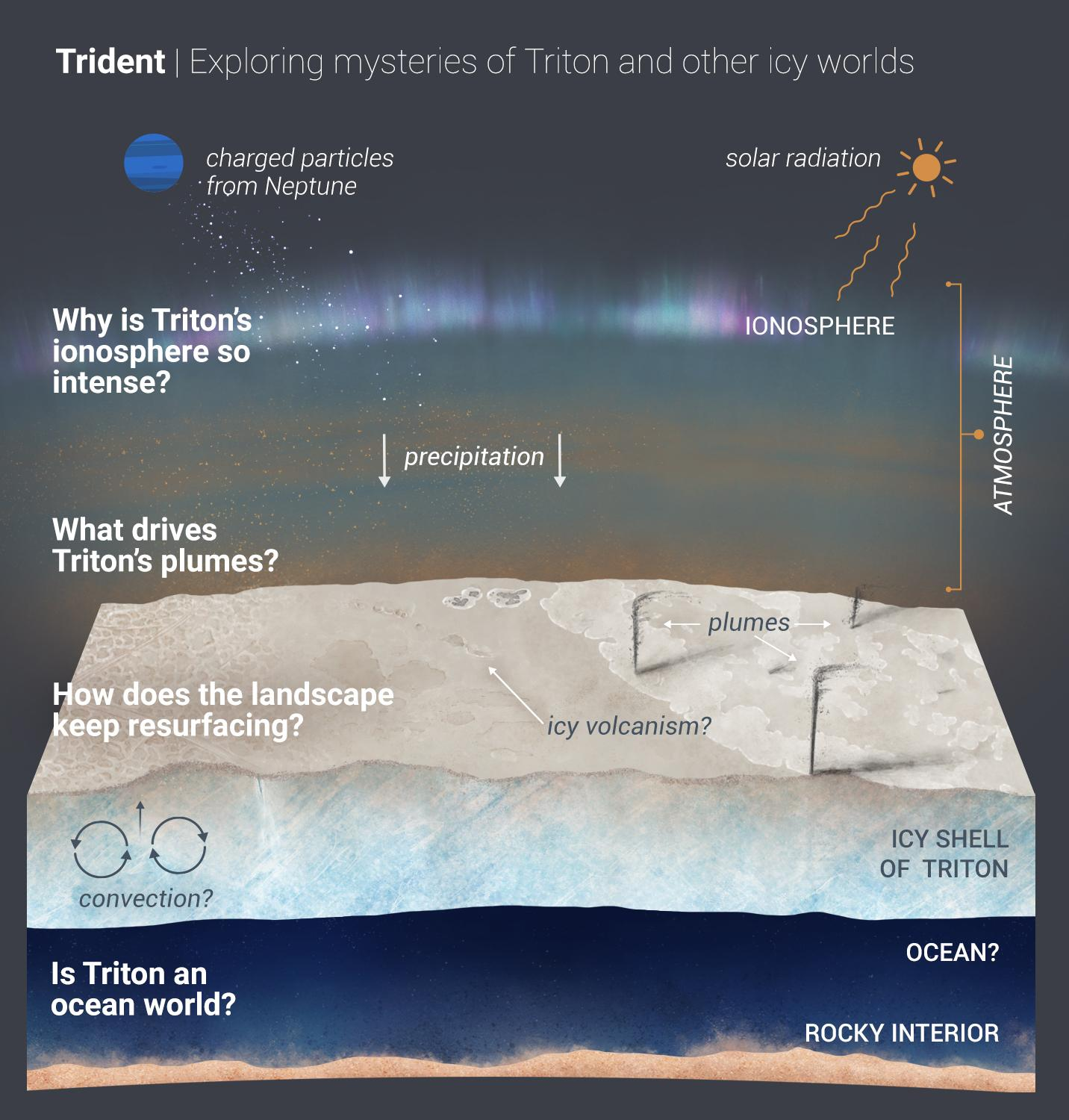
海王星卫星海卫一-提议的三叉戟任务(2020年6月16日)

## 有效载荷
| 探测仪器       | 功能                                       |
| -------------- | ------------------------------------------ |
| 红外光谱仪     | 2-100公里，5μm波长的近距全球成分测绘。     |
| 狭角相机       | 背海王星区域测绘和星盘边缘区成像(≤200米)。 |
| 广角相机       | 亚海王星和雾霭成像及变化检测 (≤ 1500米).   |
| 三轴磁强计     | 海洋侦查。                                 |
| 无线电设备     | 中性大气掩星和电子分布图；重力检测。       |
| 等离子体光谱仪 | 大气层带电粒子，电离层中的能量。           |

## “三叉戟”将造访的天体

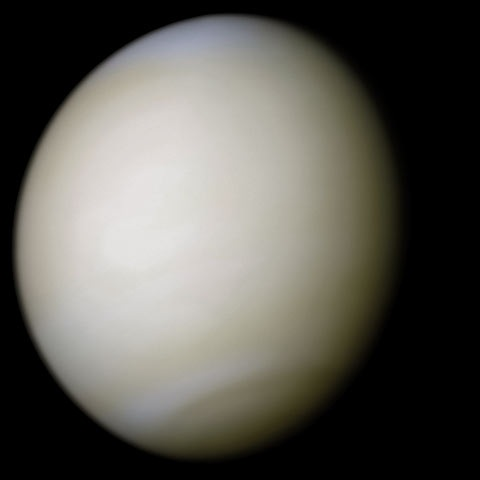
金星(飞越)
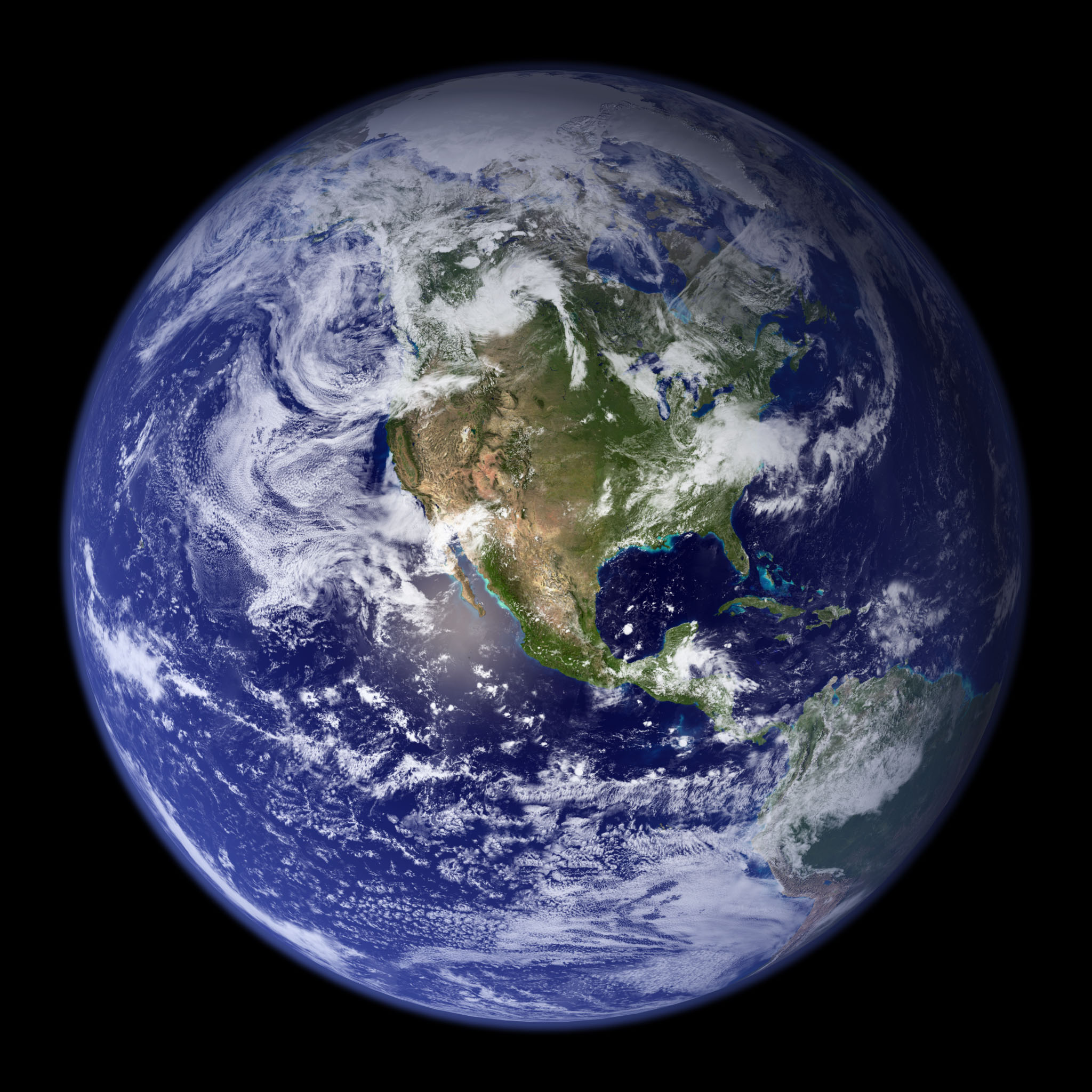
地球 (飞越3次)
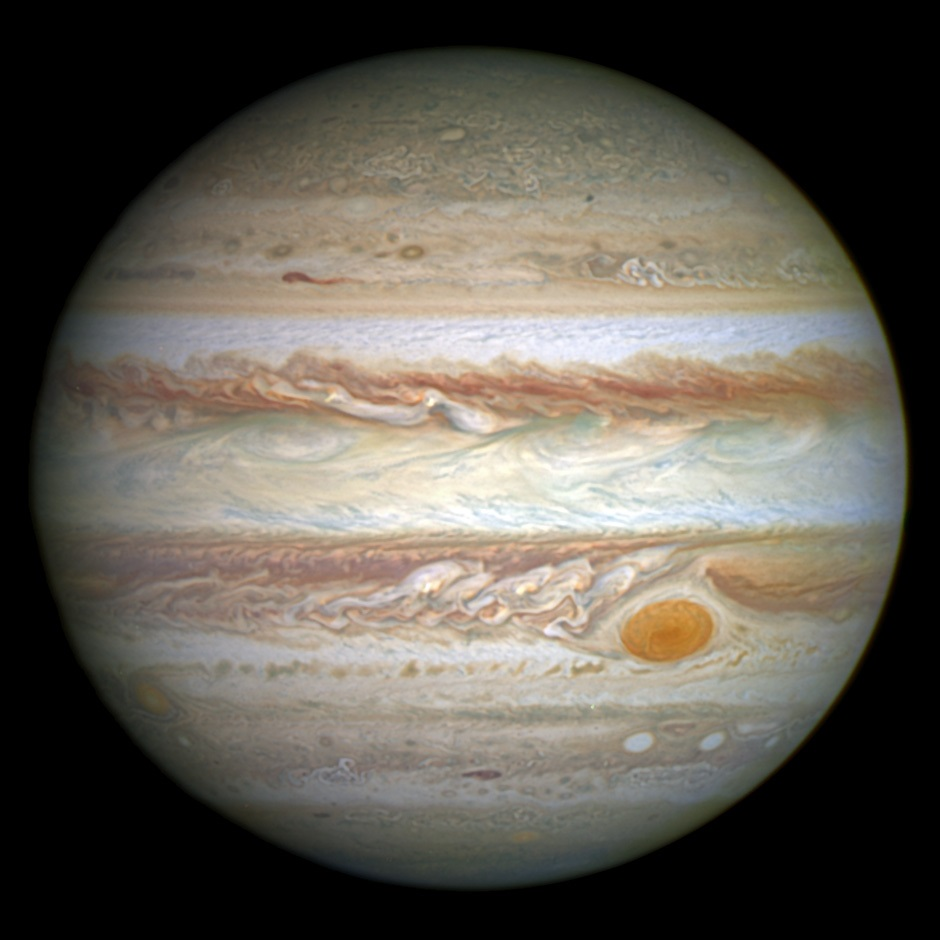
木星(飞越)
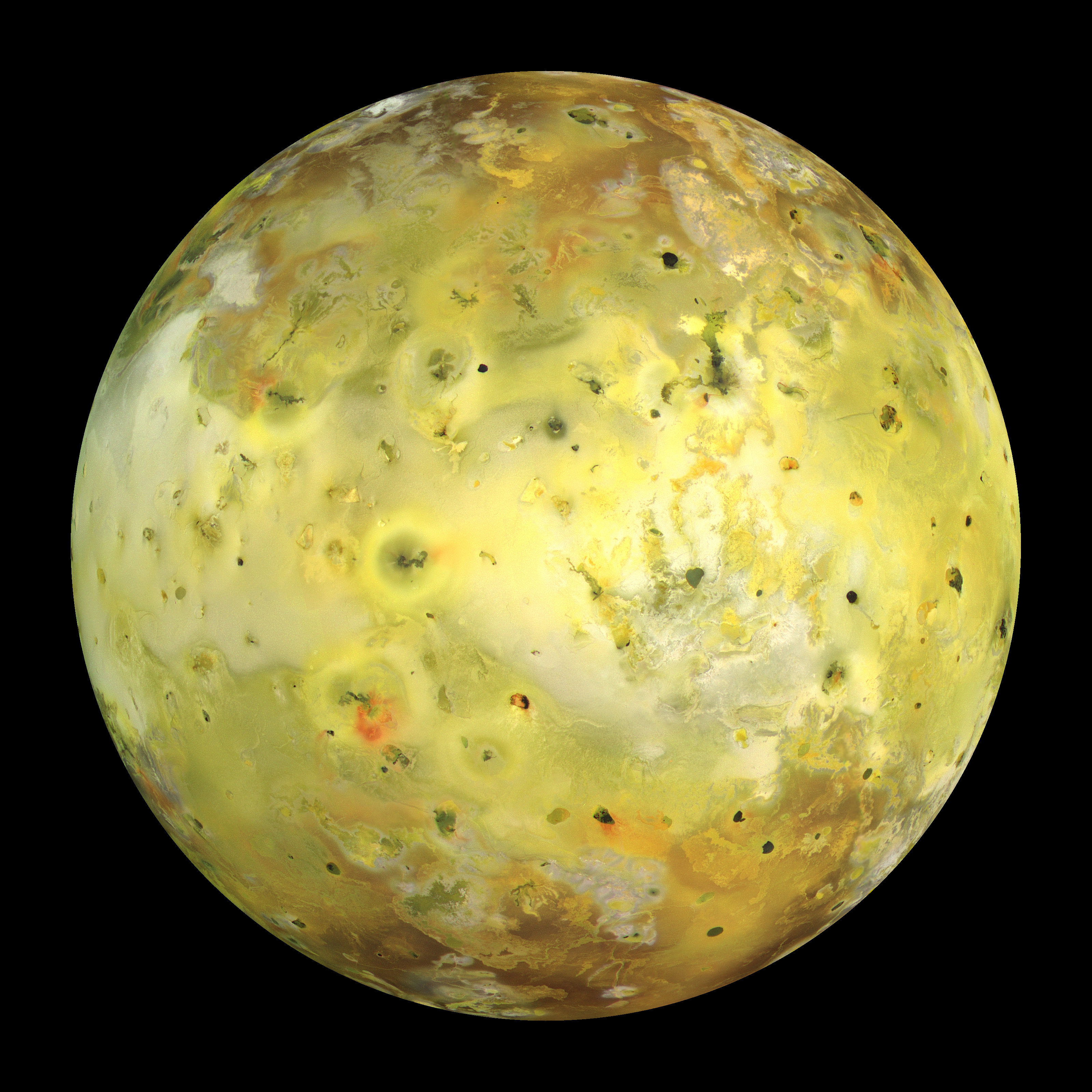
木卫一(飞越)
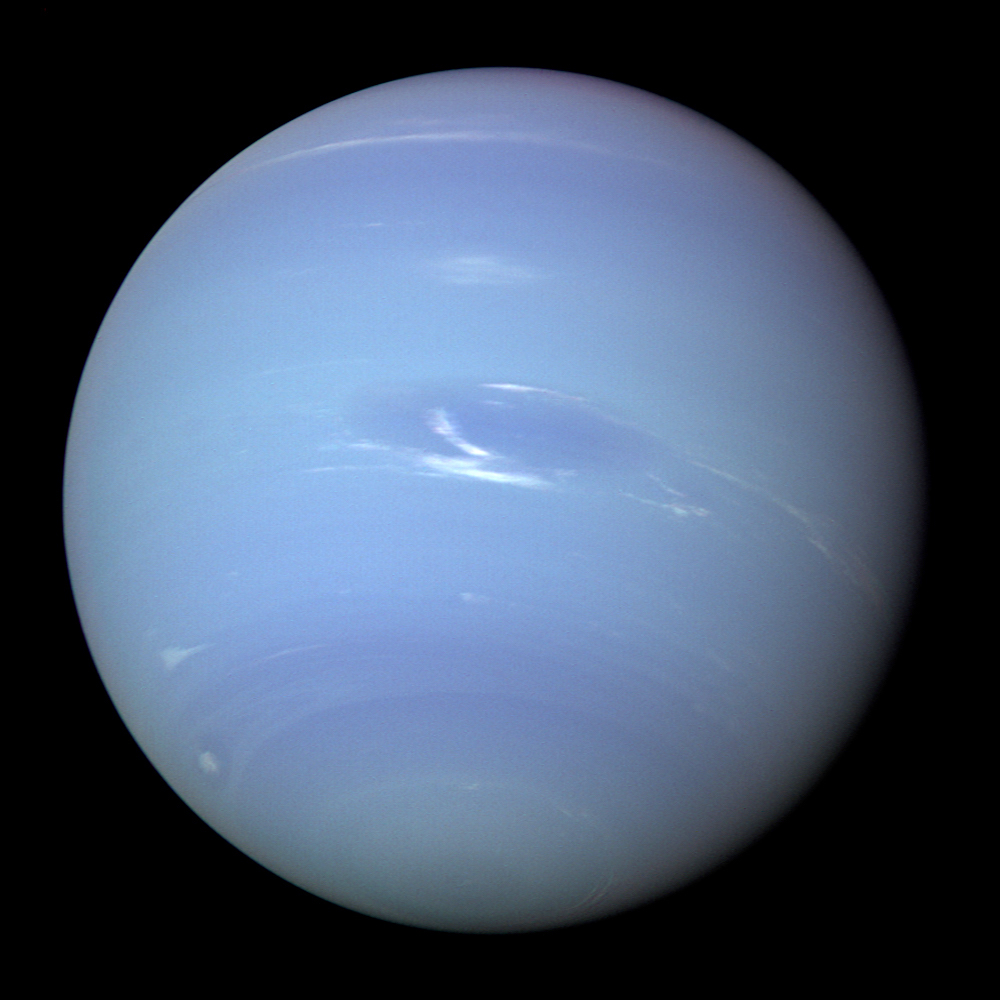
海王星(飞越目标)
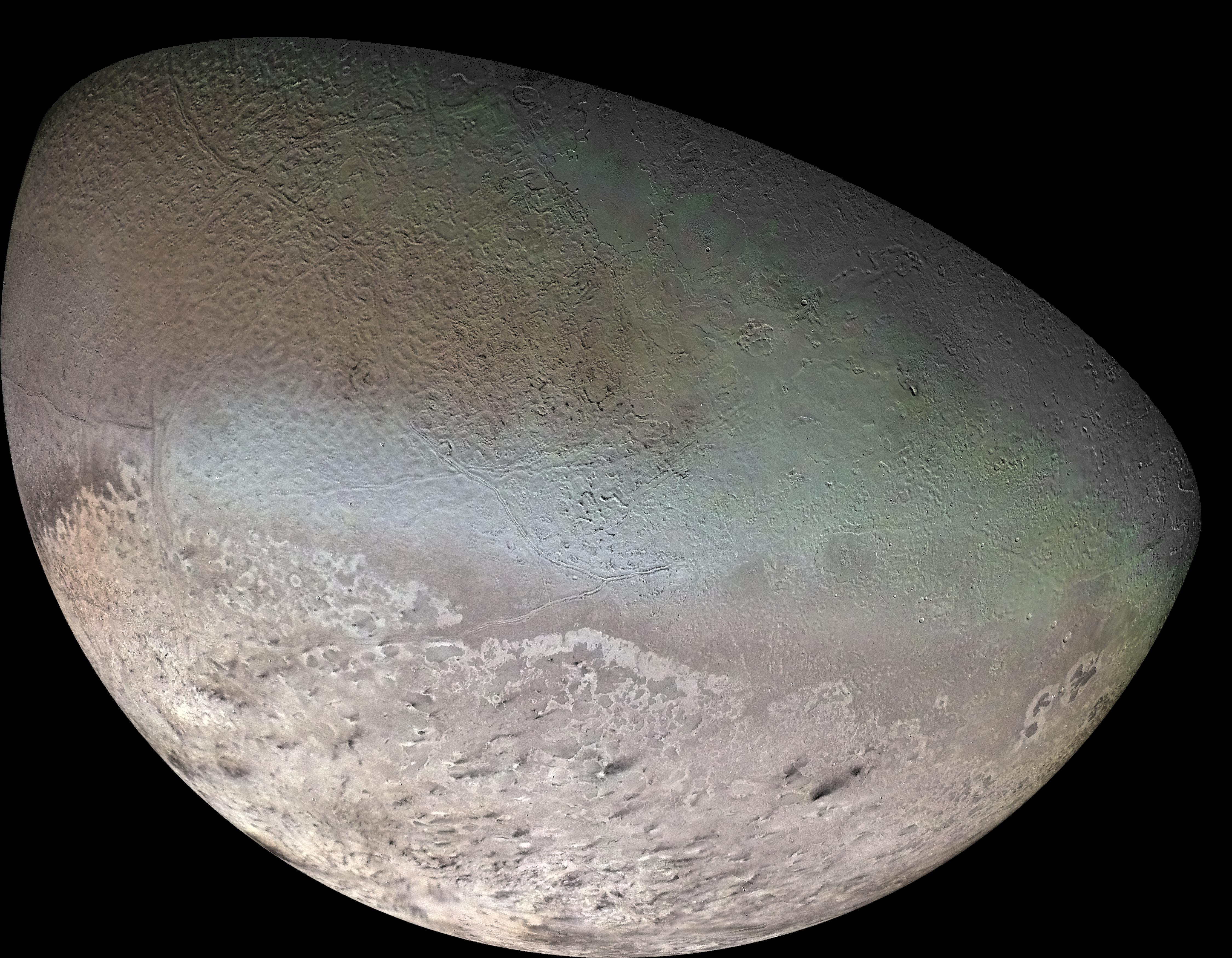
海卫一(飞越目标)

## 另请参阅
- 阿尔戈号 (探测器) ，2009年飞越海卫一特里同任务设想。
- 新视野号探测器，2015年执行飞越冥王星任务。
- 新视野二号，2002年提出的一项可能包括飞越海卫一的任务。
- 特里同跳跃者，一艘海卫一着陆器的设想。